# هالة الباجي
هالة الباجي (سنة الازدياد 1948) كاتبة تونسية.
هالة الباجي هي ابنة رجل السياسة التونسي منذر بن عمار ،ولدت بمدينة تونس ،اجتازت مناظرة التبريز في الأدبيات المعاصرة بنجاح ثم التحقت بجامعة تونس لتدريس الآداب. انضمت لاحقا لمنظمة اليونسكو بباريس. في سنة 1998، قامت بتأسيس معهد تونس الدولي.عبرت عن إعجاب كبير اتجاه الكاتب  مارسيل بروست و كان تأثيره جليّا في قصصها. في سنة 1983، حصلت على جائزة دول إفريقيا المتوسطية (Prix de l’Afrique méditerranéenne) التي تمنحها جمعية كتّاب اللغة الفرنسية. ساهمت في مجلة النقاش ومجلة الروح الفرنسيتين.         
هالة هي أخت منتج الأفلام طارق بن عمار. ابنة أخيها ياسمين ترجمان بوسون هي زوجة السياسي الفرنسي إريك بوسون.

## أعمال مختارة
• الاستياء الوطني، مقالة سياسية عن إنهاء الإستعمار (1982) 
• عين النهار، رواية (1985)
• الطريق من باريس إلى تونس، مقطوعة هجائية (1992)
• الفن ضد الثقافة، مقالة (1992)
• الخداع الثقافي، مقالة (1997)
• مفخرة الإسلام، مقالة (2011)